# نظام دوري

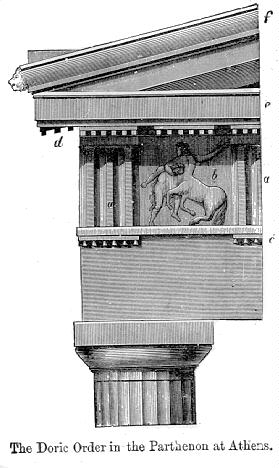
الطراز الدوري في البارثينون. ثلاثية الأخاديد marked "a", حقل المنحوتة (معمار)s "b", guttae "c".

النظام الدوري أو الطراز الدوريّ أو النظام الدُورسي (بالإنجليزية: Doric order) هو أحد طرز البناء التقليدية في اليونان القديمة والعمارة الرومانية لاحقاً، الطرز الأساسية الأخرى هي الطراز الأيوني والطراز الكورنثي. يتم التعرف على الطراز الدوري بسهولة أكثر من خلال تاج العمود الدائري البسيط في الجزء العلوي من الأعمدة. كان هذا الطراز هو أبسطها جوهريًا، لكنه لا يزال يحتوي على تفاصيل معقدة في السطح المُعمد بالأعلى.
كان العمود الدوري إما مخددًا أو ذا سطح أملس، ولم يكن له قاعدة، بل يرتكز مباشرة على أرضية الرواق وقاعدة المعبد أو أي بناء آخر. تاج العمود ذو شكل دائري بسيط مع عدة كورنيشات، تحت وسادة مربعة تميزت بأنها عريضة للغاية في النماذج المبكرة من العمود، وأصبحت ضيقة في وقت لاحق. يأتي التعقيد في الإفريز فوق الساكف البسيط، حيث تظهر السمتان اللتان تميزان العمود الدوري، ثلاثية الأخاديد والحلية (الغوتاي) وهما عناصر يذكراننا بالجوائز والأوتاد الخشبية من عناصر الإنشاء الخشبية التي سبقت المعابد الدورية الحجرية، من الناحية الشكلية فقط ولكنهما يشكلان في الأعمدة الحجرية عناصر تزيينية بحتة.
يحتفظ الطراز الدوري الروماني غير المألوف نسبيًا والطراز الدوري في عصر النهضة بهذه العناصر، وكثيرًا ما كانا يعرضان طبقات رفيعة من الكورنيش أو زخارفًا أُخرى، إضافة إلى استخدام الأعمدة البسيطة الخالية من الزخرفة في كثير من الأحيان. استخدموا كثيرًا نماذج من الطراز التوسكاني التي جرى تطويرها لأسباب قومية من كتاب عصر النهضة الإيطالية، وهي في الواقع أشكال مبسطة مأخوذة عن الطراز الدوري مكونة من أعمدة غير مخددة وسطح معمد أبسط لا يحوي على التريكليف أو الحلية. استُخدم الطراز الدوري في كثير من الأحيان في فن العمارة اليوناني منذ القرن الثامن عشر وما بعده، بينما استُعملت النماذج اليونانية السابقة -المكونة من أعمدة أكثر عرضًا ولا قواعد لها- في أحيان كثيرة أخرى.
اعتاد الكتاب منذ عهد فيتروفيو على الأقل أن يربطوا بين الطراز الدوري والصفات الذكورية (الطراز الأيوني يمثل الأنوثة)، ويعَد الطراز الدوري الأرخص من ناحية التكلفة بين جميع الطرز. عندما تُستخدم الطرز الثلاثة في البناء، عادة ما تُرتب فتُوضع الأعمدة الدورية في الطوابق السفلية، تليها الأيونية، ثم الكورنثية في الأعلى، باعتبار أن الدورية هي «الأقوى»، لذلك كانت تحتل الطوابق الأرضية تحت أي نوع مستخدم آخر.

## لمحة تاريخية

### اليونانية
ارتكزت الأعمدة الدورية في النماذج اليونانية الأصلية مباشرة على الرصيف المسطح (قاعدة المعبد) دون امتلاكها لقاعدة خاصة بها. تراوح ارتفاعها بين 4-8 أضعاف قطرها، لذا كانت أكثر الأعمدة انخفاضًا بين جميع الأنظمة الأخرى، وكان بدن العمود مخددًا، ويحتوي على 20 أخدودًا مقعرًا متوازيًا يعلوه تاج مصقول بتجانس يخرج من العمود للقاء ناصية التاج مربعة الشكل عند التقاطع مع الجائز الأفقي (الساكف) الذي تحمله الأعمدة. يحتوي معبد البارثينون على أعمدة من النظام الدوري، التي كانت ذات شعبية كبيرة في الفترة العتيقة (750- 480 قبل الميلاد) في البر الرئيسية لليونان، وكانت منتشرة أيضًا في ماجنا غراسيا (جنوب إيطاليا)، في المعابد الثلاثة في بيستوم. تبدو تيجان الأعمدة عريضة بالنسبة للعمود في الأعمدة الدورية في الفترة العتيقة مقارنةً بالأشكال الكلاسيكية اللاحقة التي تتضح في معبد البارثينون.
يشكل التريكليف وحقل المنحوتة (الميتوب) -المتناوبان فيما بينهما- الملامح البارزة للنظام الدوري في كل من النماذج اليونانية والرومانية. يُصمم التريكليف بواسطة اثنين من الأخاديد الشاقولية التي تمثل نهاية العوارض الخشبية الأصلية، وتستند على الساكف البسيط الذي يشغل النصف السفلي من السطح المعمد. يوجد تحت تريكليف «ستاغونز» أو «الغوتاي» (حرفيًا: قطرات)، تظهر كما لو كانت قد دُقت من الأسفل لإعطاء المبنى ذي الجوائز مسبقة الصنع نوعًا من الاستقرار. عملت أيضًا على «تنظيم» جريان مياه الأمطار من الأعلى. يمكن أن تُترك المسافات بين كل تريكليف -التي تُعرف باسم «حقل المنحوتة»- فارغةً، أو قد تُنقش عليها نقوش غائرة.

#### المسافات والتريكليف
سبب التباعد بين التريكليفات مشاكل استغرقت بعض الوقت لحلها. يتوسط التريكليف المسافة فوق العمود مباشرة، مع وجود تريكليف آخر (أحيانًا اثنين) بين كل عمودين، على الرغم من أن الإغريق شعروا أن تريكليف الزاوية يجب أن يشكل زاوية السطح المعمد، ما يؤدي إلى عدم تناسق وعدم تناغم مع العمود الداعم.
اتبعت الهندسة قواعد التناغم، وبما أن التصميم الأصلي جاء من معابد خشبية وأن التريكليف كان رؤوسًا خشبية حقيقية للجوائز الخشبية، كان على كل عمود أن يحمل جائزًا يتقاطع مع وسط العمود. رُتبت التريكليفات بانتظام، فتوسط التريكليف الأخير المسافة الواقعة فوق العمود الأخير. اعتُبر هذا الترتيب الحل المثالي الذي يجب الوصول إليه.
تطلب التحول من العوارض الخشبية إلى المكعبات الحجرية الدعم الكامل لحمولة الساكف في العمود الأخير. نُقل التريكليف الأخير في المعابد الأولى، مع الالتزام بالتسلسل وتُركت فجوة أخلَّت بالنظام المعتاد. الأسوأ من ذلك، لم يتوسط التريكليف الأخير العمود المقابل له. لم تشكل الطريقة «العتيقة» تصميمًا متناغمًا. سُميت المشكلة الناتجة عن هذا صراع الزاوية الدورية. يوجد نهج آخر اعتمد استخدام تريكليف أعرض في الزاوية (3) ولكنه لم يكن مرضيًا بشكل كافٍ.
يمكن للمعماري أن يضبط المسافة بين الأعمدة؛ نظرًا لكون حقول المنحوتات تتمتع بمرونة نسبها. وُضع العمودان الأخيران بشكل يكونان أقرب قليلًا إلى بعضهما (تقليص الزاوية)، بهدف إعطاء قوة بصرية متقنة للزوايا. شكل هذا حلًا «كلاسيكيًا» لمشكلة صراع الزاوية (4). بهذا أصبح من الممكن ترتيب التريكليفات بطريقة متناغمة مرة أخرى، وانتهت الزاوية بتريكليف على الرغم من أنه لم يتوس العمود المقابل له في غالب الأحيان. لم تستدعِ معايير الجمال الرومانية أن يكون هناك تريكليف في الزاوية، بل استُعيض عنه بنصف ميتوب، ما سمح بترتيب التريكليفات، فتتوسط الأعمدة المقابلة لها.

## معرض صور

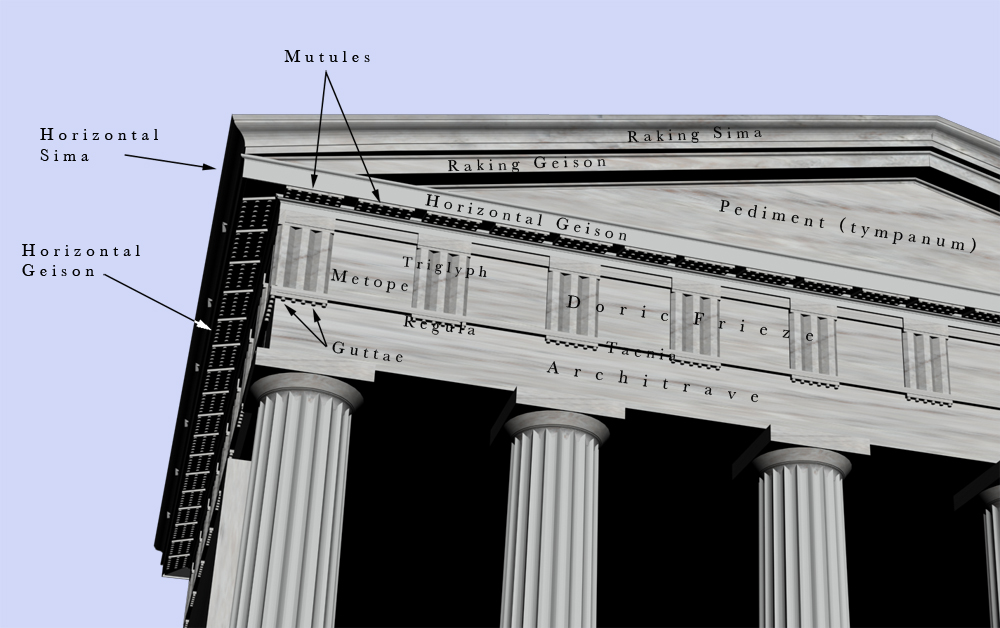
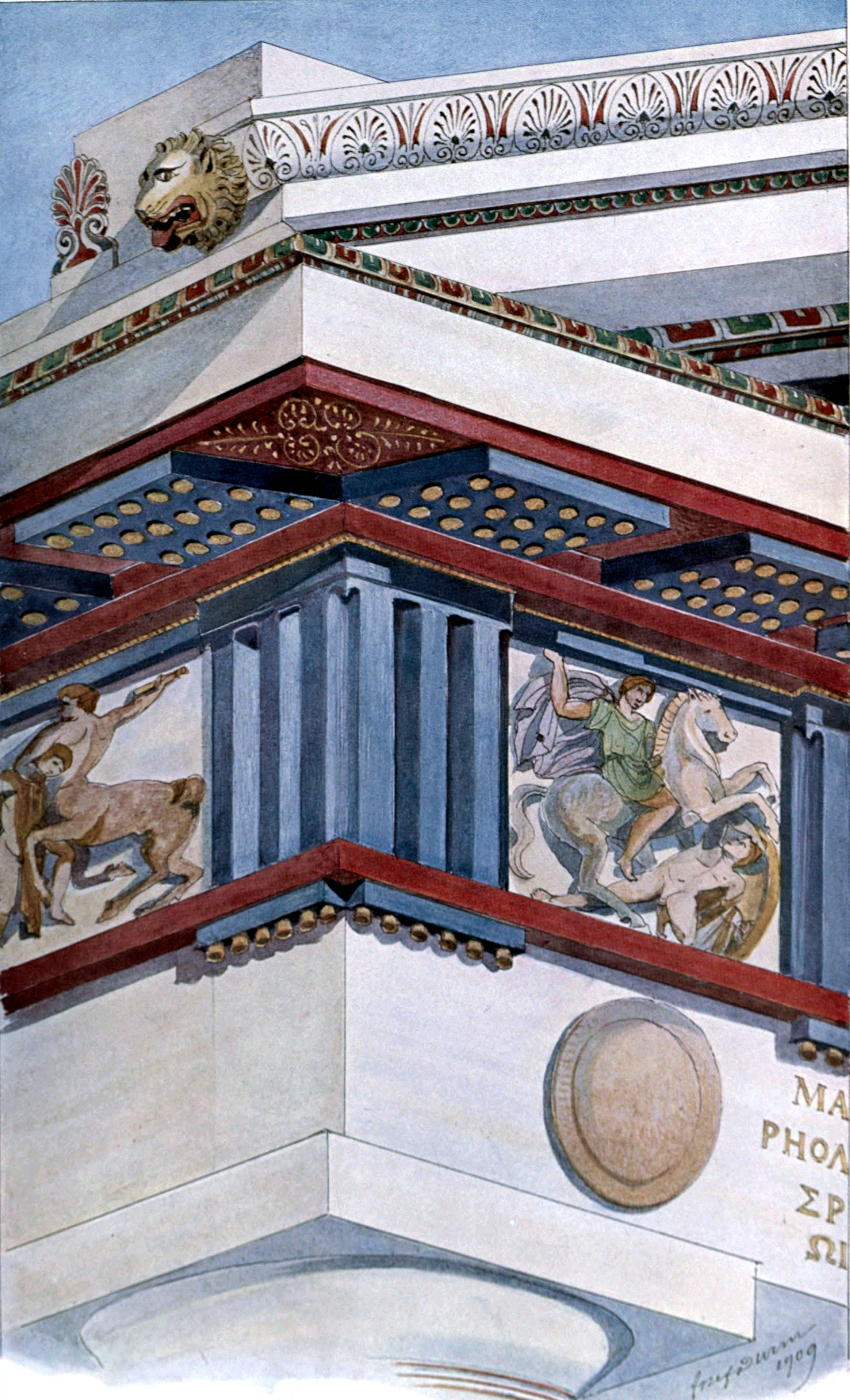
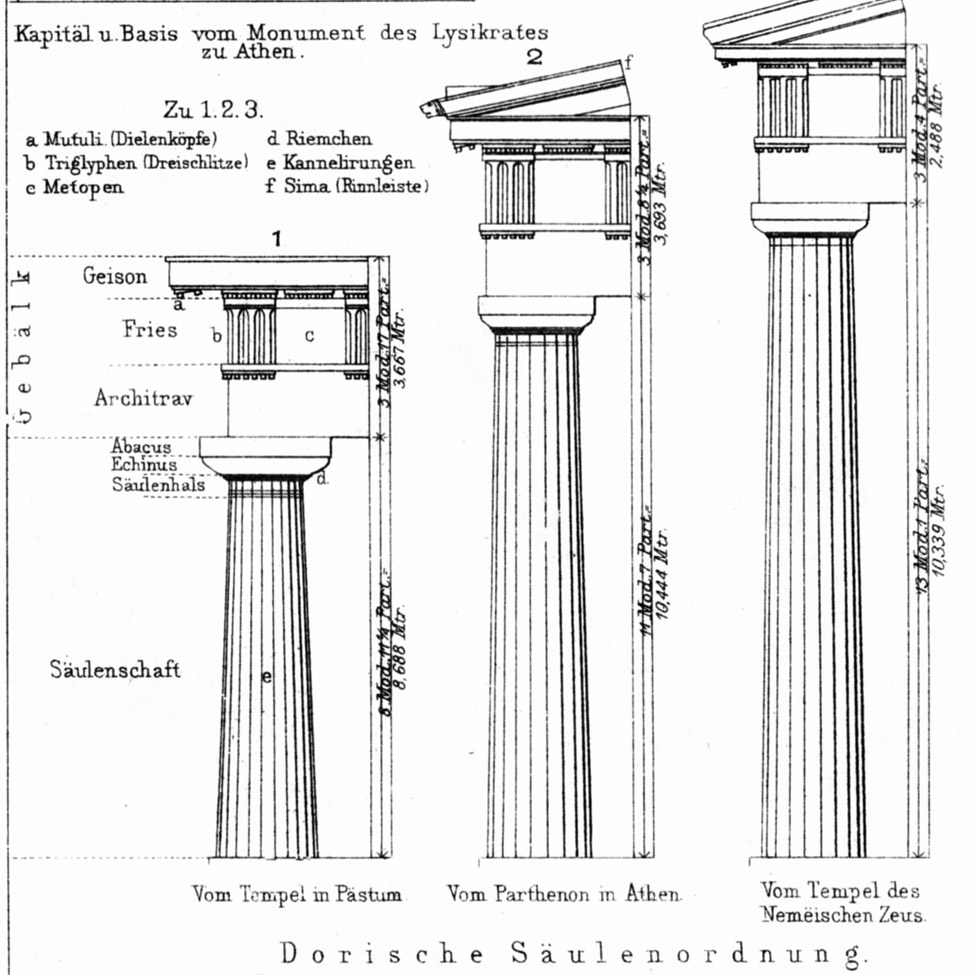
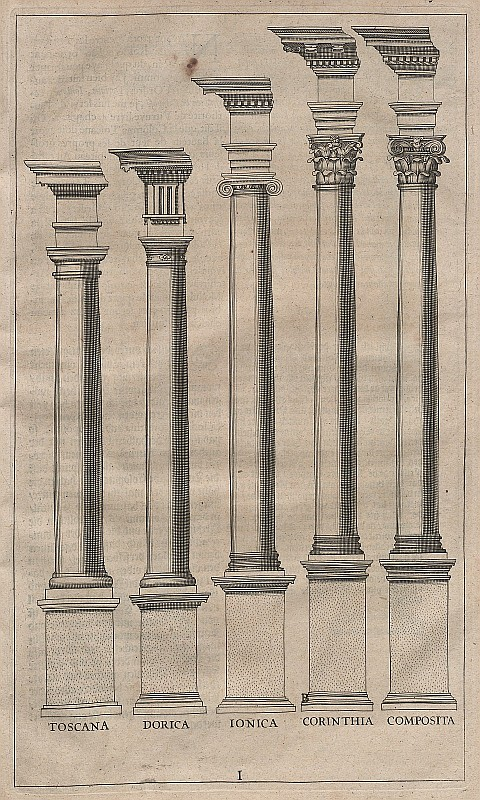